# Comtat de Mémontois
El comtat de Memontois (apareix també com Mémontois) fou una jurisdicció feudal de Borgonya, un dels pagus del país situat entre l'Auxois a l'ooest, Duesmois al nord, Dijon i Oscheret a l'est i Beaune al sud.
L'únic que apareix amb el títol de comte de Memontois fou Guerí de Provença que va adquirir la regió de Memontois vers 832. Probablement fou un dels honors vinculats als comtats veïns i va tenir una evolució similar als altres petits pagus de Borgonya. Vegeu comtat de Bassigny.